# 松原博 (海軍軍人)
松原 博（まつばら ひろし、1896年 - 1965年）は、日本の海軍軍人。海兵45期。長崎県出身。

## 経歴
大正6年（1917年）11月、海軍兵学校45期卒業。同期に伏見宮博義王など。
「蓬」・「皐月」・「水無月」・「初霜」・「朝霧」・「天霧」各艦長、第12掃海隊・第27駆逐隊・第24駆逐隊各司令、「阿賀野」・「翔鶴」各艦長、相浦海兵団長、川棚警備隊司令、第3特攻戦隊司令官、海軍総隊参謀副長兼連合艦隊参謀副長を歴任。
終戦後、地元長崎の佐世保地方復員局に勤務。
1947年（昭和22年）11月28日、公職追放仮指定を受けた。